# 2010-es RoadRunner Turbo Indy 300
A 2010-es RoadRunner Turbo Indy 300 a tizedik IndyCar futam Kansas-ben. A futam a 2010-es IZOD IndyCar Series szezon ötödik futama. A versenyt május 1-jén rendezték meg a Kansas-ben található 1.5 mérföldes oválpályán, a versenyt a Versus közvetítette.

## Rajtfelállás
| Rajtsor | Belső ív | Belső ív          | Külső ív | Külső ív            |
| ------- | -------- | ----------------- | -------- | ------------------- |
| 1       | 6        | Ryan Briscoe      | 9        | Scott Dixon         |
| 2       | 10       | Dario Franchitti  | 06       | Hideki Mutoh        |
| 3       | 77       | Alex Tagliani     | 14       | Vitor Meira         |
| 4       | 12       | Will Power        | 3        | Hélio Castroneves   |
| 5       | 7        | Danica Patrick    | 24       | Mike Conway         |
| 6       | 5        | Szató Takuma      | 32       | Mario Moraes        |
| 7       | 2        | Raphael Matos     | 67       | Sarah Fisher        |
| 8       | 11       | Tony Kanaan       | 8        | E.J. Viso           |
| 9       | 43       | John Andretti     | 78       | Simona De Silvestro |
| 10      | 36       | Bertrand Baguette | 22       | Justin Wilson       |
| 11      | 66       | Jay Howard        | 37       | Ryan Hunter-Reay    |
| 12      | 19       | Alex Lloyd        | 18       | Milka Duno          |
| 13      | 4        | Dan Wheldon       | 26       | Marco Andretti      |
| 14      | 34       | Mario Romancini   |          |                     |

### Verseny
| Pozíció | #  | Pilóta                  | Csapat                                       | Futott kör | Idő/Kiesés oka | Rajthely | Élen töltött körök száma | Pont |
| ------- | -- | ----------------------- | -------------------------------------------- | ---------- | -------------- | -------- | ------------------------ | ---- |
| 1.      | 9  | Scott Dixon             | Chip Ganassi Racing                          | 200        | 1:50:43.1410   | 2        | 167                      | 52   |
| 2.      | 10 | Dario Franchitti        | Chip Ganassi Racing                          | 200        | +3.0528        | 3        | 2                        | 40   |
| 3.      | 11 | Tony Kanaan             | Andretti Autosport                           | 200        | +3.2210        | 15       | 0                        | 35   |
| 4.      | 3  | Hélio Castroneves       | Team Penske                                  | 200        | +3.8300        | 8        | 0                        | 32   |
| 5.      | 37 | Ryan Hunter-Reay        | Andretti Autosport                           | 200        | +6.1133        | 22       | 0                        | 30   |
| 6.      | 6  | Ryan Briscoe            | Team Penske                                  | 200        | +6.7951        | 1        | 31                       | 29   |
| 7.      | 32 | Mario Moraes            | KV Racing Technology                         | 199        | +1 Kör         | 12       | 0                        | 26   |
| 8.      | 77 | Alex Tagliani           | FAZZT Race Team                              | 199        | +1 Kör         | 5        | 0                        | 24   |
| 9.      | 43 | John Andretti           | Andretti Autosport/Richard Petty Motorsports | 199        | +1 Kör         | 17       | 0                        | 22   |
| 10.     | 14 | Vitor Meira             | A. J. Foyt Enterprises                       | 199        | +1 Kör         | 6        | 0                        | 20   |
| 11.     | 7  | Danica Patrick          | Andretti Autosport                           | 198        | +2 Kör         | 9        | 0                        | 19   |
| 12.     | 12 | Will Power              | Team Penske                                  | 198        | +2 Kör         | 7        | 0                        | 18   |
| 13.     | 26 | Marco Andretti          | Andretti Autosport                           | 198        | +2 Kör         | 26       | 0                        | 17   |
| 14.     | 24 | Mike Conway             | Dreyer & Reinbold Racing                     | 198        | +2 Kör         | 10       | 0                        | 16   |
| 15.     | 4  | Dan Wheldon             | Panther Racing                               | 198        | +2 Kör         | 25       | 0                        | 15   |
| 16.     | 2  | Raphael Matos           | Luczo Dragon Racing de Ferran Motorsports    | 198        | +2 Kör         | 13       | 0                        | 14   |
| 17.     | 67 | Sarah Fisher            | Sarah Fisher Racing                          | 198        | +2 Kör         | 14       | 0                        | 13   |
| 18.     | 22 | Justin Wilson           | Dreyer & Reinbold Racing                     | 197        | +3 Kör         | 20       | 0                        | 12   |
| 19.     | 19 | Alex Lloyd (R)          | Dale Coyne Racing                            | 197        | +3 Kör         | 23       | 0                        | 12   |
| 20.     | 36 | Bertrand Baguette (R)   | Conquest Racing                              | 197        | +3 Kör         | 19       | 0                        | 12   |
| 21.     | 78 | Simona de Silvestro (R) | HVM Racing                                   | 197        | +3 Kör         | 18       | 0                        | 12   |
| 22.     | 34 | Mario Romancini (R)     | Conquest Racing                              | 187        | +4 Kör         | 27       | 0                        | 12   |
| 23.     | 06 | Hideki Mutoh            | Newman/Haas Racing                           | 186        | Vezetői hiba   | 4        | 0                        | 12   |
| 24.     | 5  | Szató Takuma (R)        | KV Racing Technology                         | 186        | Vezetői hiba   | 11       | 0                        | 12   |
| 25.     | 66 | Jay Howard (R)          | Sarah Fisher Racing                          | 172        | Vezetői hiba   | 21       | 0                        | 10   |
| 26.     | 18 | Milka Duno              | Dale Coyne Racing                            | 84         | Műszaki hiba   | 24       | 0                        | 10   |
| 27.     | 8  | E. J. Viso              | KV Racing Technology                         | 71         | Vezetői hiba   | 16       | 0                        | 10   |

## Bajnokság állása a verseny után
Pilóták bajnoki állása
| Pozíció | Pilóta            | Pontok |
| ------- | ----------------- | ------ |
| 1       | Will Power        | 190    |
| 2       | Scott Dixon       | 164    |
| 3       | Hélio Castroneves | 162    |
| 4       | Ryan Hunter-Reay  | 159    |
| 5       | Dario Franchitti  | 152    |